# 金志川泉
金志川泉（きんすうきゃーがー、きい°きゃーがー）は、沖縄県宮古島市城辺字友利にある洞窟性の湧水（洞泉）である。1994年（平成6年）4月12日に城辺町の史跡に指定され、合併後は宮古島市の史跡となっている。
金志川豊見親の屋敷跡の約150m西に位置する。開口部から水壺まで約30段の階段が設けられており、水壺は広くほぼ円形で水深約1m。潮の干満によって海水が混じるため、後年は飲用には利用されなかった。
河川が発達していない宮古島において湧水は陸水生物の重要な生息環境であり、金志川泉ではカワアナゴ属魚類、オハグロテッポウエビ、アシナガヌマエビの生息が確認されている。